# Львиная Пасть
Львиная Пасть (яп. 萌消 моикэcи) — вулкан, расположенный в юго-западной части острова Итуруп Курильской гряды.
Вулкан получил современное название в 1946 году по предложению советского географа Ю. К. Ефремова.
Кальдерообразующее извержение этого вулкана относится к числу наиболее крупных вулканических событий, происходивших на Курильских островах на рубеже позднего плейстоцена и раннего голоцена. В результате этого мощного извержения образовалась кальдера диаметром около 9 км и глубиной около 1 км. В плане кальдера имеет форму эллипса, длинная ось которого вытянута в меридиональном направлении. Его размеры в поперечнике — 7×9 км, площадь кальдерной полости — около 50 км2.
Кальдера вулкана заполнена водами Охотского моря и образует одноименный залив (бухту) Львиная Пасть. Мелководный пролив шириной около 5 км с северо-западной стороны вулкана соединяет бассейн кальдеры и Охотское море. В проливе расположен небольшой скалистый остров Камень-Лев, который представляет собой выступающий из моря фрагмент края кальдеры. Этот остров, похожий на лежащего льва, дал название вулкану. В средней части кальдеры глубины варьируют в пределах 400—450 м, при максимуме около 535 м. Находящиеся на Итурупе остатки соммы образуют хребет Безводный, средние отметки высот которого достигают 350—400 метров.
В 2013 году в результате комплексных геолого-вулканологических исследований было установлено, что с кальдерой связаны два крупных плинианских извержения, происходивших последовательно с интервалом в несколько сотен лет: ~13 000 и ~12 300 лет назад соответственно. Было извергнуто по разным оценкам от 20 до 80 кубических километров тефры (6 баллов по шкале вулканических извержений). Толстые дацитовые залежи пемзы от этого извержения слагают перешеек Южный, соединяющий вулканический массив Рокко, кальдеру Львиная Пасть и вулкан Берутарубе.